# نانسی کارترایت
نانسی کارترایت (انگلیسی: Nancy Cartwright؛ زاده ۲۵ اکتبر ۱۹۵۷) یک هنرپیشه اهل ایالات متحده آمریکا است. وی از سال ۱۹۸۰ میلادی تاکنون مشغول فعالیت بوده‌است.
از فیلم‌ها یا برنامه‌های تلویزیونی که وی در آن نقش داشته است می‌توان به سیمپسون‌ها، سیمپسون‌ها(مجموعه تلویزیونی)، گوشت و خون اشاره کرد.